# Spurve
Spurve og snefinker (Passeridae) er en fuglefamilie inden for ordenen af små, frøædende spurvefugle. Familien har tidligere været opfattet som en del af væverfuglene, men står nu alene og omfatter 50 arter fordelt på 12 slægter. De fleste arter findes i Afrika, Asien og Europa, men enkelte har fulgt mennesket og derved bredt sig til hele verden. I Danmark findes arterne gråspurv og skovspurv.

## Fællestræk
Spurve og snefinker er frøædende fugle, der som regel søger deres føde på jorden. Mange arter er sociale både i og udenfor yngletiden. De bygger som regel overdækkede reder, og er alle dårlige sangere. Fjerdragten er ofte beskedent farvet.

## Slægter
Nogle af de 12 slægter i familien Passeridae:
- Plocepasser, (4 arter, fx spurvevæver)
- Passer (27 arter, fx gråspurv)
- Petronia (1 art, stenspurv)
- Montifringilla (3 arter, fx snefinke)
- Pyrgilauda (4 arter, fx afghansk snefinke)
- Hypocryptadius (1 art, brun brillefugl)

Fornylig (i 2010) er det blevet klarlagt, at brun brillefugl (Hypocryptadius cinnamomeus), en endemisk fugl fra Filippinerne, der ellers ikke ligner andre spurve, også tilhører familien Passeridae.

## Alternativ klassifikation
Et eksempel på en klassifikation af Passeridae baseret på fylogenetisk systematik fra midt i det første årti af 2000-tallet:
- Familie Spurve Passeridae
  - Underfamilie Spurve Passerinae
    - Slægt Spurve Passer
      - Art Gråspurv Passer domesticus
      - Art Skovspurv Passer montanus
      - etc...

  - Underfamilie Vipstjerter og pibere Motacillinae
  - Underfamilie Jernspurve Prunellinae
  - Underfamilie Væverfugle Ploceinae
    -       - Art Blodnæbsvæver Quelea quelea

  - Underfamilie Astrild, Amadiner  Estrildinae – Estrildini

- -     -       - Art Malet astrild Emblema pictum
      - Art Ildhalefinke Stagonopleura bella
      - Art Rødøret finke Stagonopleura oculata
      - Art Diamantfinke Stagonopleura guttata
      - Art Tornastrild Neochmia temporalis
      - Art Solastrild Neochmia phaeton
        - Art Hvidbuget solastrild Neochmia phaeton evangelinae
        - Art Solastrild Neochmia phaeton phaeton

      - Art Sivastrild Neochmia ruficauda
      - Art Ceresastrild Neochmia modesta
      - Art Zebrafinke Taeniopygia guttata
        - Art Timorzebrafinke Taeniopygia guttata guttata
        - Art Australsk zebrafinke Taeniopygia guttata castanotis

      - Art Ringastrild Taeniopygia bichenovii
        - Art Gittervinget ringastrild Taeniopygia bichenovii annulosa
        - Art Ringastrild Taeniopygia bichenovii bichenovii

      - Art Maskebæltefinke Poephila personata
      - Art Spidshalet bæltefinke Poephila acuticauda
      - Art Korthalet bæltefinke Poephila cincta
      - Art Sortgumpet bæltefinke Poephila cincta atropygialis
      - Art Korthalet bæltefinke Poephila cincta cincta
      - Art Gouldsamadine Chloebia gouldiae

    - etc...

  - Underfamilie Enker Estrildinae – Viduini